# جهار جولشان
جهار جولشان أو أخبار النوادر (ويعني: "الحدائق الأربع") هو كتاب باللغة الفارسية يعود تاريخه إلى القرن الثامن عشر ويتحدث عن تاريخ الهند الإسلامي. كتبه راي شاتار مان كايث من سلطنة مغول الهند عام 1759 م. 

## التاريخ والتأليف
الكتاب من تأليف راي شاتار مان كاياث، المعروف أيضًا باسم راي شاتورمان ساكسينا كاياث. كان المؤلف كاياستا [الإنجليزية] من عشيرة ساكسيناه (ساكسينا). يذكر المقدمة أن الكتاب اكتمل في عام 1173 هـ (1759 م)، بتكليف من الوزير غازي الدين خان [الإنجليزية].
اكتمل كتاب جهار جولشان قبل أسبوع واحد فقط من وفاة المؤلف. قام حفيده راي تشاندرابان رايزاده بإعادة ترتيب المحتوى وأضاف مقدمة ثانية للكتاب في عام 1789 م. نسخة رايزادا هي أقدم مخطوطة باقية (بودليان 264)، ومن المرجح أنها منسوخة من الأصل.

## أسلوب الكتابة
الكتاب هو كتاب تاريخي مختصر. وعلى عكس الأعمال المعاصرة المكتوبة باللغة الفارسية والتي تتميز باللغة الزهرية، فإنها تحتوي على جمل قصيرة وبسيطة. أشار جادوناث ساركار إلى أن الكتاب يبدو وكأنه "مجموعة من الملاحظات" وليس أطروحة مكتملة.

## الترجمات والتحرير برينسيبس
نُشرت ترجمة إنجليزية جزئية للكتاب في كتاب جادوناث ساركار " الهند في أورنجزيب" (1901). ومع ذلك، فإن ترجمته تحتوي على العديد من الأخطاء الإحصائية، لأنه أساء تفسير نظام الرقم المستخدم في العمل الأصلي. بالإضافة إلى ذلك، حذف سركار عدة أجزاء. على سبيل المثال:
- التفاصيل "الغامضة والبلاغية" للمعارض والملاهي
- سجلات الملوك "الجافة والمختصرة"
- السجلات التي "أزعجت الراحة المقدسة" للقديسين (بما في ذلك القسم الرابع بأكمله)

قام محمد رياض الدين خان بترجمة العمل إلى اللغة الهندية (1990، تونك [الإنجليزية]). احتوى هذا العمل على طبعة أولى من المخطوطة الأصلية، والتي لم تخضع للشرح والتحرير.
في عام 2011، نشرت البعثة الوطنية للمخطوطات [الإنجليزية] نسخة قام بشرحها وتحريرها تشاندر شيخار. وقد استندت هذه النسخة على خمس مخطوطات:
1. المتحف الوطني نيودلهي (1794)
2. مكتبة خودا بخش الشرقية، باتنا (1803)
3. متحف سالار جونغ، حيدر أباد (1811)
4. مكتبة مولانا آزاد [الإنجليزية]، عليكرة (بدون تاريخ)
5. مولانا أبو الكلام آزاد، بحث عربي فارسي [الإنجليزية]، تونك [الإنجليزية] (بدون تاريخ)

## روابط خارجية
- جهار جولشان في المكتبة الرقمية الهندية
- الهند في عهد أورنجزيب بقلم جادوناث ساركار؛ يتضمن ترجمة جزئية لـ "جهار جولشان"